# Juul Ellerman
Juul Ellerman (Dordrecht, 7 luglio 1965) è un ex calciatore olandese, di ruolo attaccante.

## Palmarès
- Campionato olandese: 3

PSV: 1988-1989, 1990-1991, 1991-1992
- Coppa dei Paesi Bassi: 2

PSV: 1988-1989, 1989-1990
- Supercoppa dei Paesi Bassi: 1

PSV: 1992